# Makedonský pohraniční plot

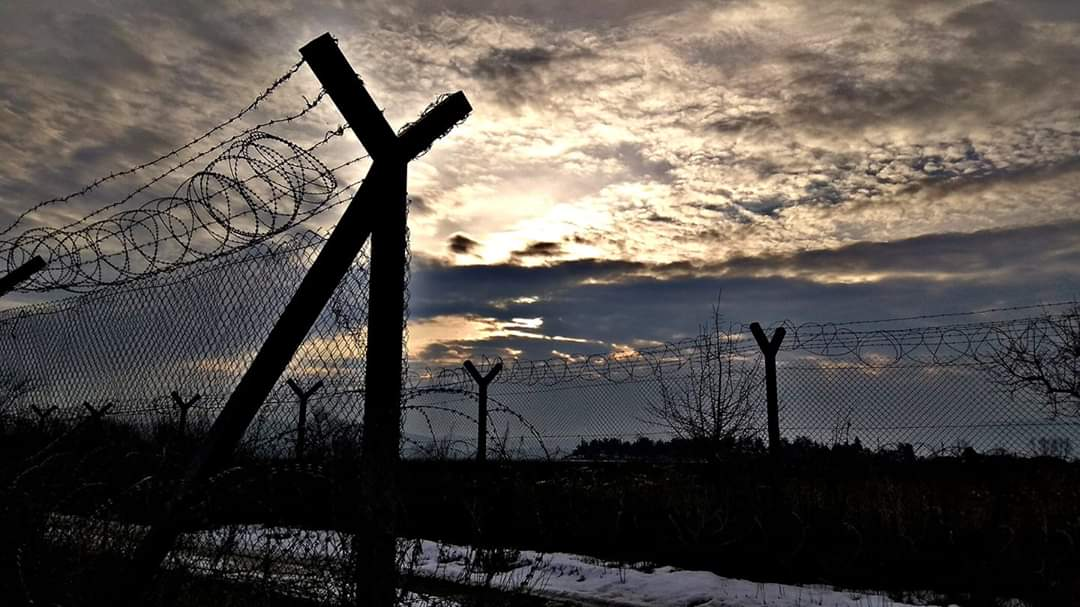
Plot u hraničního kamene 59

Makedonský pohraniční plot  byl vybudován na přelomu listopadu a v prosinci 2015 na severomakedonsko-řecké hranici. Jeho délka je 50 km a slouží k nasměrování migrantů k městu Gevgelija a zabránění jim v nelegálním vstupu do Severní Makedonie. Technicky se velmi podobá maďarskému pohraničnímu plotu, který byl postaven mezi srpnem a říjnem 2015, rovněž z důvodu zadržení uprchlíků a ekonomických migrantů během Evropské migrační krize.

## Vývoj
Výstavbu plotu zvažovalo vedení Severní Makedonie již na začátku září 2015, kdy hranici začalo nelegálně přecházet denně více než 4 000 lidí.
Nakonec byla stavba bariéry zahájena armádou Severní Makedonie dne 28. listopadu 2015. Plot však nebyl vybudován po celé délce hranice s Řeckem, nýbrž jen v širším okolí hraničního přechodu z Idomeni do Gevgelije v blízkosti hranice s Bulharskem. Hranici zde přechází nejvíce migrantů po tzv. Balkánské migrační trase a již v létě 2015 zde byl z tohoto důvodu umístěn žiletkový drát. Dne 10. prosince byla zahájena stavba druhého úseku plotu, který se nachází v blízkosti hranice s Albánií a na první úsek nenavazuje. Oba úseky dohromady měří dohromady zhruba 50 km. Dne 6. února začala být stavěna druhá linie bariéry (tzn. dva ploty "za sebou"), která má podle severomakedonských představitelů působit jako optická bariéra a úplně znemožnit nelegální překračování hranice.
Dne 19. listopadu 2015 totiž rozhodli političtí představitelé některých evropských států (včetně Balkánu), že hodlají pouštět pouze ty migranty, kteří jsou původem z válkou postižených zemí (Sýrie, Irák a Afghánistán) a zbytku byl na některých vnitřních hranicích zakázán vstup do země. Toto rozhodnutí učinila i Severní Makedonie. Vlivem toho se na hranici začaly hromadit tisíce, v drtivé většině ekonomických, migrantů. Severomakedonští političtí představitelé označili výstavbu tohoto plotu pouze za preventivní opatření. Cílem plotu je jak nasměrování imigrantů k registračnímu centru Vinojug v blízkosti města Gevgelija a znemožnění ilegálního přechod hranice, tak také odrazení některých běženců od vstupu do Severní Makedonie tím, že kvůli hraniční bariéře zvolí cestu přes jiný stát (zejména Bulharsko, příp. Albánii). Dne 21. února Severní Makedonie přestala pouštět do země Afghánce a o několik dní později byla hranice uzavřena až na výjimky úplně. Vlivem toho se před pohraničním plotem na hraničním přechodu Idomeni-Gevgelija nahromadilo během března 2016 až 15 000 migrantů a na hranici panovala kritická humanitární situace. Situace se zlepšila poté, co začali být migranti koncem března odváženi do centrálních oblastí Řecka.